# Palácio dos Duques de Cadaval (Muge)
Palácio dos Duques de Cadaval é um palácio português pertencente à família Cadaval situado na freguesia de Muge, no Município de Salvaterra de Magos.
O primeiro Duque de Cadaval tornou-se donatário da vila aquando da Guerra da Restauração no século XVII.
Da sua construção inicial conservam-se hoje em dia dois alpendres com colunas que ladeiam os corpos laterais da fachada, sendo a restante construção acresentada em tempos mais recentes.
Possui uma capela bonita privativa consagrada a Nossa Senhora da Glória, representada numa combinação de azulejos azuis e brancos do século XVIII.
No pavimento da capela está também um aparelho em porcelana da China do princípio do século XIX de enorme beleza e riqueza histórica.